# Liège-Bastogne-Liège 1969
La 55e édition de Liège-Bastogne-Liège a eu lieu le 22 avril 1969 et a été remportée par le Belge Eddy Merckx. C'est la première victoire du Cannibale à la Doyenne. 

## Déroulement de la course
Une échappée de cinq hommes comprenant Victor Van Schil et Roger Swerts, deux équipiers du team Faema d'Eddy Merckx se forme dans la première moitié de la course. Dans la côte de Stockeu, à une centaine de kilomètres de l'arrivée, Eddy Merckx lâche ses principaux rivaux et rejoint le groupe des cinq attaquants. Bien vite, il se retrouve en tête avec uniquement ses deux équipiers. Laissant Roger Swerts qui avait beaucoup travaillé, Eddy Merckx et Victor Van Schil se relaient et augmentent régulièrement leur avance pour la porter à plus de 8 minutes au Stade Vélodrome de Rocourt où Eddy Merckx s'impose sans sprinter.
Sur 127 coureurs au départ, 30 terminent la course soit moins d'un quart des partants.

## Classement
| n° | Coureur             | Équipe              | Temps           |
| -- | ------------------- | ------------------- | --------------- |
| 1  | Eddy Merckx         | Faema               | 6 h 50 min 00 s |
| 2  | Victor Van Schil    | Faema               | m.t.            |
| 3  | Barry Hoban         | Mercier-BP          | à 8 min 05 s    |
| 4  | Eric Leman          | Flandria            | m.t.            |
| 5  | Wim Schepers        | Caballero           | m.t.            |
| 6  | Roger Swerts        | Faema               | m.t.            |
| 7  | Felice Gimondi      | Salvarani           | m.t.            |
| 8  | Frans Verbeeck      | Okay Whisky-Diamant | m.t.            |
| 9  | Herman Van Springel | Mann-Grundig        | m.t.            |
| 10 | Willy In 't Ven     | Mann-Grundig        | m.t.            |